# Nattfåk
Nattfåk är en svenskspråkig kriminalroman från 2008 skriven av Johan Theorin. Den belönades med Svenska deckarakademiens pris 2008 för Årets bästa svenska kriminalroman.

## Handling
Handlingen utspelar sig på nordöstra Öland dit stockholmsfamiljen Westin flyttar för att starta om sitt liv. De flyttar till en gammal fyrmästargård kallad Åludden och börjar genast renovera gården. Den har stått tom i många år, flera dödsfall har skett där, och fler kommer att ske under handlingens gång.